# Voșlăbeni
Voșlăbeni (węg. Vasláb) – wieś w Rumunii, w okręgu Harghita, w gminie Voșlăbeni. W 2011 roku liczyła 1176 mieszkańców.